# Masiela Lusha
Masiela Lusha (Tirana, 23 de octubre de 1985) es una actriz, escritora, productora de cine y filántropa albano-estadounidense. Ganó el reconocimiento mundial en la década de 2000 por interpretar a Carmen López en la serie cómica de televisión George López, un papel que le hizo ganar dos Young Artist Award.
Masiela Lusha llegó a los Estados Unidos en 1992. Protagonizó varias producciones de Hollywood. Ganó elogios de la crítica por sus interpretaciones en películas independientes como Time of the Comet (2004), Muertas (2005) y My Father's Eulogy (2006). Obtuvo su mayor éxito comercial con la película Blood: The Last Vampire (2007).

## Filmografía

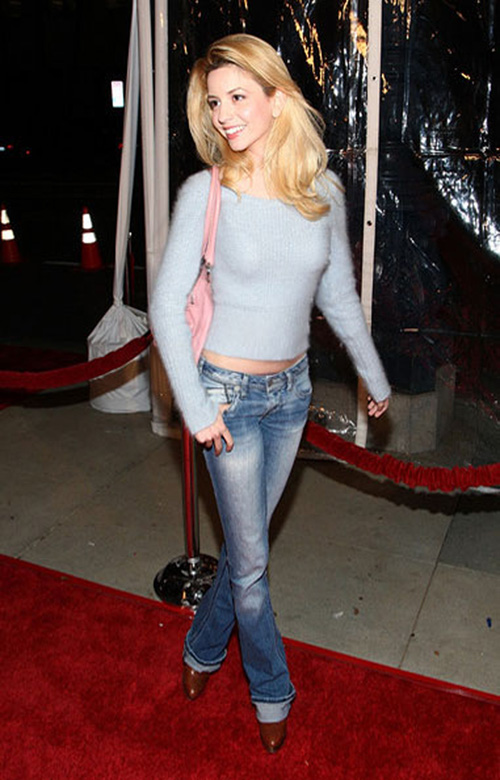
Masiela Lusha en 2009.

### Cine y televisión
- 2000: Father's Love - Lisa
- 2001: Summoning - Grace
- 2001: Lizzie McGuire - Model
- 2002: George López - Carmen López
- 2003: Clifford's Puppy Days - Nina
- 2004: Cherry Bomb - Kim
- 2005: Unscripted
- 2006: Law and Order: Criminal Intent - Mira
- 2007: Time of the Comet - Agnes
- 2008: Blood: The Last Vampire - Sharon
- 2009: Ballad of Broken Angels: Harmony - Harmony
- 2009: Lopez Tonight
- 2010: Kill Katie Malone - Ginger
- 2010: Of Silence - Annabelle
- 2010: Signed in Blood - Nina
- 2011: Under the Boardwalk: The Monopoly Story
- 2011: Tough Business - Grace
- 2011: Science of Cool
- 2013: Orc Wars
- 2014: Anger Management (episodio: "Charlie and Sean Fight Over a Girl") - Molly
- 2016: Sharknado: Que la 4ª te acompañe - Gemini

## Obras

### Poesía
- Inner Thoughts (1999)
- Drinking the Moon (2005)
- Amore Celeste (2009)
- The Call (2010)

### Prosa
- The Besa' (2008)

### Obras para niños
- Boopity Boop Writes Her First Poem (2010)
- Boopity Boop Goes to Hawaii (2011)